# Ghiacciaio Joyce
Il ghiacciaio Joyce è un piccolo ghiacciaio vallivo lungo circa 7 km situato nella regione centro occidentale della Dipendenza di Ross, nell'Antartide orientale. Il ghiacciaio, il cui punto più alto si trova a circa 600 m s.l.m., si trova in particolare sul versante centro-orientale dei colli Denton, sulla costa di Scott, da dove fluisce verso est, scorrendo lungo il versante settentrionale del picco Pawé, fino a entrare nel lago Buddha, poco a ovest del termine del ghiacciaio Garwood, il quale, in tempi di maggior glaciazione, si ritiene sia stato un tributario del Joyce.

## Storia
Il ghiacciaio Joyce è stato mappato e così battezzato dai membri del reparto neozelandese della Spedizione Fuchs-Hillary, condotta dal 1956 al 1958, in onore di Ernest Joyce, un esploratore britannico che prese parte alle spedizioni Discovery (1901-04), Nimrod (1907-09) ed Endurance (1914-17).

## Mappe

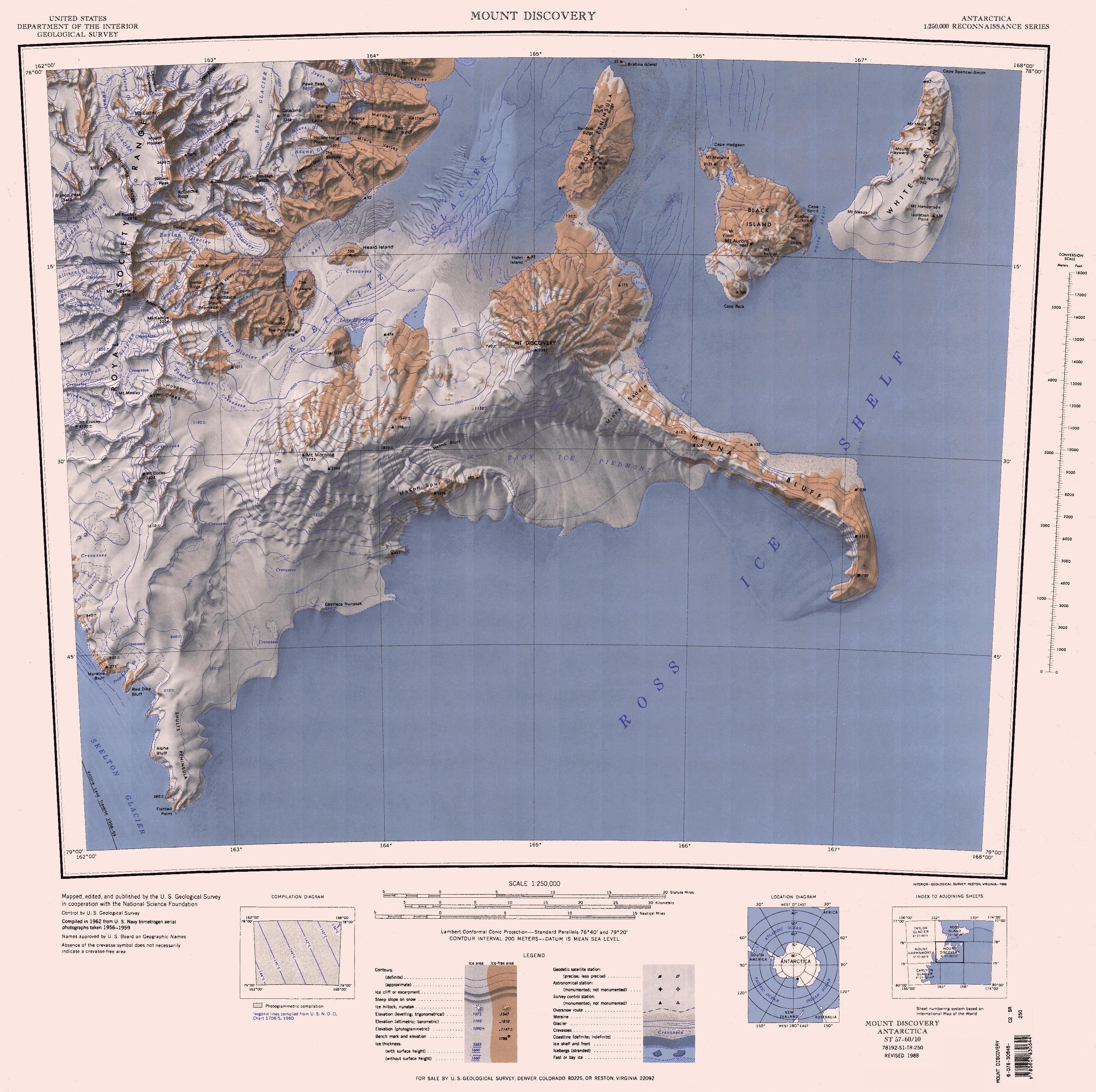
Nella parte nord-occidentale di questa mappa è possibile vedere il flusso del ghiacciaio Joyce.